# Manoutchehr Eghbal
Manoutchehr Eghbal (en persan : منوچهر اقبال) est un homme politique iranien né à Kachmar le 14 octobre 1909 et mort à Téhéran le 25 novembre 1977. Il est Premier ministre et ministre de la Cour.

## Biographie
Il est le cinquième des onze enfants d'un propriétaire terrien de Machhad, ville où il reçoit son éducation élémentaire. Il est diplômé de l'école Dar-ol-Fonoun en 1926. Envoyé en France par son père afin de poursuivre ses études, il obtient son diplôme de la Faculté de médecine de Paris en 1933, spécialisation maladies infectieuses.
Lors d'une visite dans la province du Khorassan en 1934, le Chah Mohammad Reza est piqué par une abeille. Eghbal s'attire les faveurs du monarque en soignant la piqure[réf. nécessaire].
Il est nommé doyen de l'Université de Tabriz en 1950, puis de l'Université de Téhéran en 1954. Il est cinq ans plus tard représentant de l'Iran à l'UNESCO. Un temps enseignant à la Sorbonne, il devient membre de l'Académie de médecine.
Il devient Premier ministre en 1957 et est ensuite à la tête de la Société nationale des pétroles iraniens, responsabilité qu'il exerce jusqu'à sa mort. Il décède à 68 ans d'une crise cardiaque.
Avant d'être nommé Premier ministre, il a exercé les fonctions de ministre de la Cour impériale. Il est titulaire de l'Ordre de Tadj (couronne) 1re classe

## Postes politiques
- Ministre de la Santé dans le cabinet d'Ahmad Ghavam.
- Ministre de la Culture dans le cabinet d'Abdolhossein Hajir.
- Ministre des Transports dans le cabinet de Radjab Ali Mansour.
- Ministre de l'Intérieur dans le cabinet de Mohammad Saed.
- Gouverneur de la province de l'Azerbaïdjan oriental.